# San Martín (departement van Santa Fe)
San Martín (Santa Fe) is een departement in de Argentijnse provincie Santa Fé. Het departement (Spaans:  departamento) heeft een oppervlakte van 4.860 km² en telt 60.698 inwoners.

## Plaatsen in departement San Martín
- Cañada Rosquín
- Carlos Pellegrini
- Casas
- Castelar
- Colonia Belgrano
- Crispi
- El Trébol
- Landeta
- Las Bandurrias
- Las Petacas
- Los Cardos
- María Susana
- Piamonte
- San Jorge
- San Martín de las Escobas
- Sastre
- Traill